# Pensa Custom Guitars
Pensa Custom Guitars est une société américaine qui fabrique des guitares et basses électriques à la main. L'entreprise est basée à New York. Pensa Custom Guitars a été fondée par l'homme d'affaires argentin Rudy Pensa.
La première guitare électrique, le modèle Pensa R. Custom', conçu pour Mark Knopfler, est fabriquée en 1982. C'est dans son magasin de SoHo appelé Rudy's Music Shop qu'un luthier, John Suhr, commença à construire des guitares sous la marque Pensa-Suhr vers 1984. Archétypes de ce que l'on a appelé les Superstrats, des Stratocaster adaptées aux besoins des musiciens d'alors, elles furent rapidement adoptées par Mark Knopfler, Lou Reed, Eric Clapton et bien d'autres. Suhr quitta le magasin en 1990 pour poursuivre ses propres projets et la marque devint simplement Pensa, en conservant la tradition artisanale de l'entreprise,,.

## Guitaristes connus
- Peter Frampton[6]
- Eric Clapton
- Mark Knopfler[7],[8]
- Gustavo Cerati
- Luis Alberto Spinetta
- Guillermo Vadalá
- Victor Bailey
- Lou Reed
- Christian McBride[9]
- Pat Thrall
- Chuck Loeb
- Reb Beach
- Lenny Kravitz
- Antonio "Maca" Ramos
- Carlos Vargas
- Vlatko Stefanovski
- Pino Daniele
- Chieli Minucci
- Post Malone
- Ed King
- Randall Hall